# Marius de Vries
Marius de Vries, född 1961, är en brittisk musikproducent. Några av de mer kända artister han arbetat med inkluderar Björk, Madonna, Kylie Minogue, U2 och Rufus Wainwright. 2001 vann han och Craig Armstrong en BAFTA för soundtracket till Moulin Rouge! i kategorin bästa filmmusik.
De Vries har en yngre bror, Benjamin, och är släkt med den sydafrikanske musikproducenten Piet van Wyk de Vries. Han har också två barn, Ben och Ellie.